# 龙水湖水库
龙水湖水库是中国重庆市大足区境内的一座水库，位于濑溪河支流小王滩河上，建于1959年。水库正常库容为695万立方米，集雨面积为16平方千米，海拔为375.55米。